# Secteur fortifié de Boulay

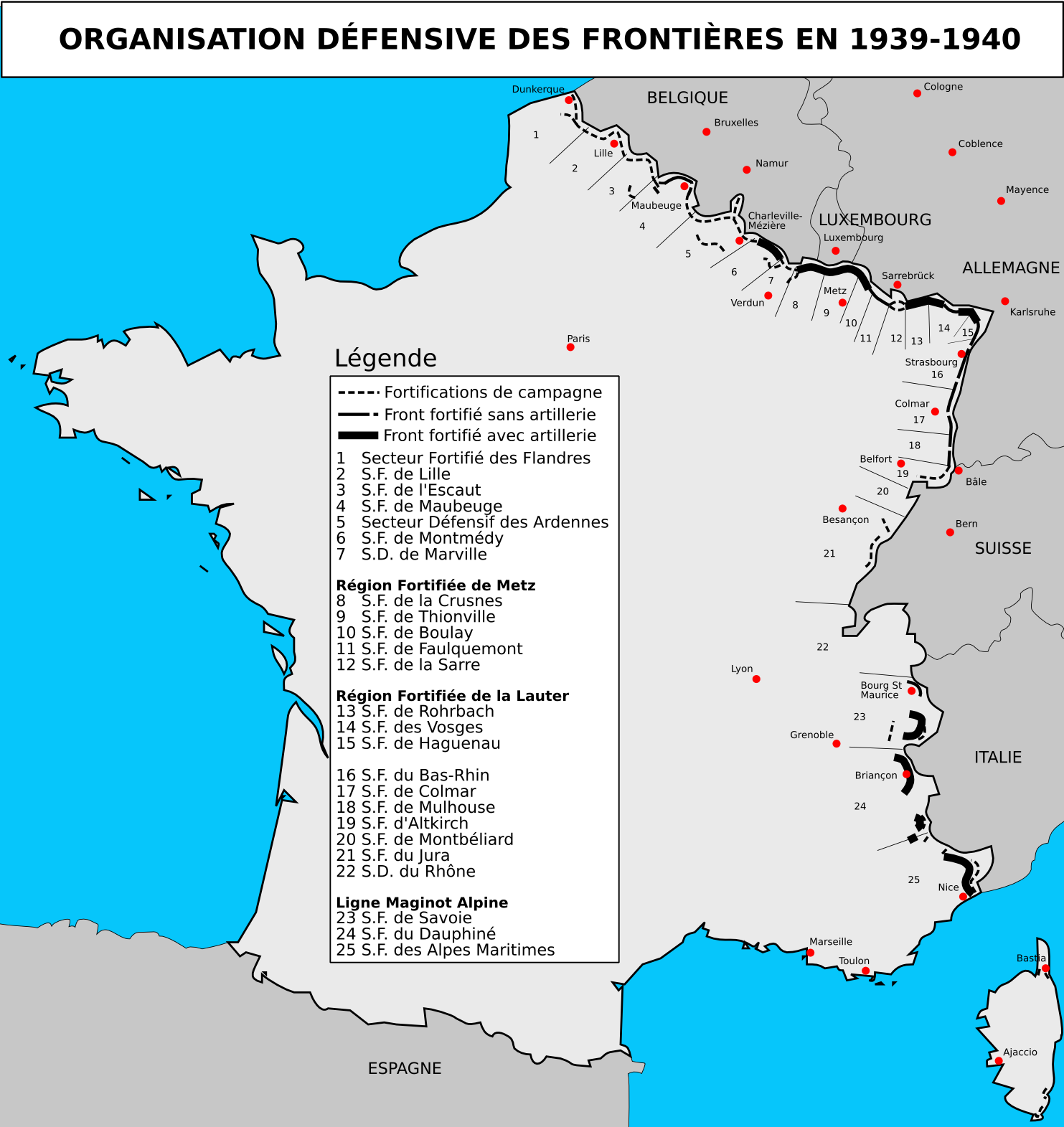
Carte de l'organisation en secteurs de la ligne Maginot.

Le secteur fortifié de Boulay est une partie de la ligne Maginot, situé entre le secteur fortifié de Thionville à l'ouest et le secteur fortifié de Faulquemont à l'est.
Il forme une ligne le long de la frontière franco-allemande, près de la ville de Boulay, de Budling à Coume (dans la Moselle). Les fortifications du secteur sont puissantes, notamment sur son aile occidentale avec des ouvrages d'artillerie, mais la partie orientale n'est qu'une succession d'ouvrages d'infanterie à cause de réductions budgétaires.
Pour un article plus général, voir Ligne Maginot.

## Organisation et unités

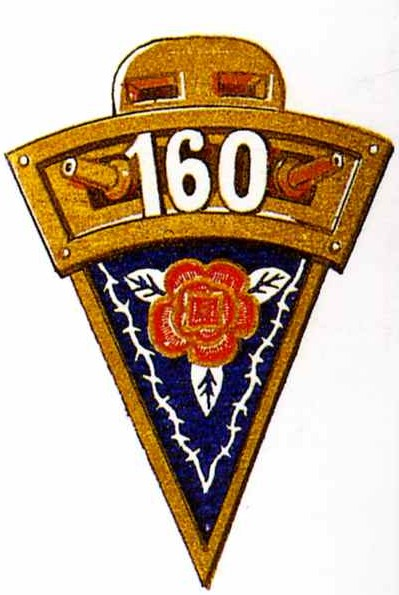
insigne du RIF.
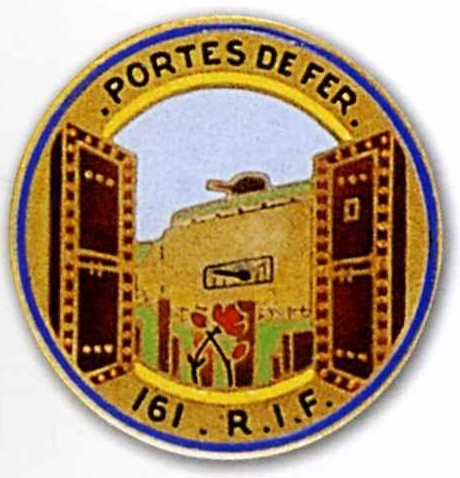
insigne du RIF.
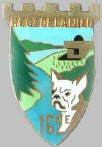
insigne du RIF.

D'abord sous commandement de la 6e région militaire (QG à Metz) jusqu'à la déclaration de guerre, le secteur passe alors sous commandement de la 3e armée : il est sous l'autorité du 6e corps d'armée, composé de la 51st Highland Division (britannique), de la 42e division d'infanterie (d'active) et de la 26e division d'infanterie (de réserve, série A). Lors de la modification de la limite entre la 3e et la 4e armées le 25 septembre 1939, le secteur récupère le sous-secteur de Narbéfontaine (ouvrages de Coume, de Coume Annexe Sud et du Mottenberg). À partir du 21 novembre 1939, le 6e corps perd le sous-secteur d'Hombourg-Budange (ouvrages du Hackenberg, du Coucou, du Mont-des-Welsches et du Michelsberg) au profit du corps d'armée colonial (secteur fortifié de Thionville).
Le secteur est divisé en trois sous-secteurs fortifiés (quatre pendant plus d'un mois), avec les unités suivantes comme équipages des ouvrages et casemates ainsi que comme troupes d'intervalle stationnées entre ceux-ci après la mobilisation :
- sous-secteur d'Hombourg-Budange, confié au 164e régiment d'infanterie de forteresse ;
- sous-secteur de Burtoncourt, confié au 162e régiment d'infanterie de forteresse ;
- sous-secteur de Tromborn, confié au 161e régiment d'infanterie de forteresse ;
- sous-secteur de Narbéfontaine, confié au 160e régiment d'infanterie de forteresse.

L'artillerie du secteur est composée des :
- 153e régiment d'artillerie de position (fournissant les artilleurs des ouvrages, soit la 34e et la 35e batteries du Hackenberg, la 33e du Mont-des-Welsches et la 31e d'Anzeling, ainsi que quatre groupes de position armés avec quarante canons de 75 mm modèle 1897, huit 105 mm L 1913 Schneider, vingt 155 mm L 1877 de Bange, douze 155 mm L 1918 Schneider et quatre 240 mm L 1884 Saint-Chamond[2]) ;
- 23e régiment d'artillerie mobile de forteresse (trois groupes tractés armés avec vingt-quatre canons de 75 mm 1897/1933 TTT et douze 155 mm C 1917 Schneider TTT[3]).

- insigne du 160e RIF.
- insigne du 161e RIF.
- insigne du 162e RIF.

## Composants
Reprenant la suite du secteur fortifié de Thionville, l’aile gauche du secteur de Boulay est également puissamment défendue tandis qu'à l'est, il n’est constitué que de petits ouvrages dépourvus d’artillerie. On peut trouver dans ce secteur pas moins de quatre gros ouvrages d'artillerie, onze petits ouvrages d'infanterie, 17 casemates CORF, 14 abris, auxquels se rajoutent 31 blockhaus MOM et 42 tourelles STG,.
| Sous-secteur d'Hombourg-Budange (PC au château d'Hombourg-Budange) | Sous-secteur de Burtoncourt (PC au Huhnerbusch) | Sous-secteur de Tromborn (PC à Boulay)                                                                                      | Sous-secteur de Narbéfontaine (PC au Gros-Bois à Narbéfontaine) |
| --- | --- | --- | --- |
| X 20 Hummersberg C 53 Hummersberg Nord C 54 Hummersberg Sud A 19 Hackenberg C 55 Veckring Nord C 56 Veckring Sud X 21 Veckring A 20 Coucou X 22 Coucou O 4 Chênes-Brûlés X 23 Chênes-Brûlés X 24 Klang X 25 Mont-des-Welches A 21 Mont-des-Welches C 57 Menskirch A 22 Michelsberg X 26 Bilmette C 58 Huberbusch Nord C 59 Huberbusch Sud X 28 Ising A 23 Hobling X 27 Férange | C 60 Edling Nord C 61 Edling Sud X 29 Hestroff O 10 Hestroff X 30 Rotherberg A 24 Bousse A 25 Anzeling A 26 Berenbach X 31 Bockange X 32 Gomelange X 33 Colming | C 62 Éblange A 27 Bovenberg C 63 Langhep Nord C 64 Langhep Sud A 28 Denting A 29 Village-de-Coume A 30 Annexe Nord de Coume | A 31 Coume A 32 Annexe Sud de Coume C 65 Bisterberg Nord I C 66 Bisterberg Nord II C 67 Bisterberg Sud III C 68 Bisterberg Sud IV A 33 Mottenberg C 69 Sud du Mottenberg |

Le code de chaque organe indique sa nature : « A » pour les ouvrages, « C » pour les casemates, « O » pour les observatoires et « X » pour les abris. La numérotation se fait d'ouest en est de la région fortifiée de Metz (qui correspond aux secteurs de la Crusnes, de Thionville, de Boulay et de Faulquemont).

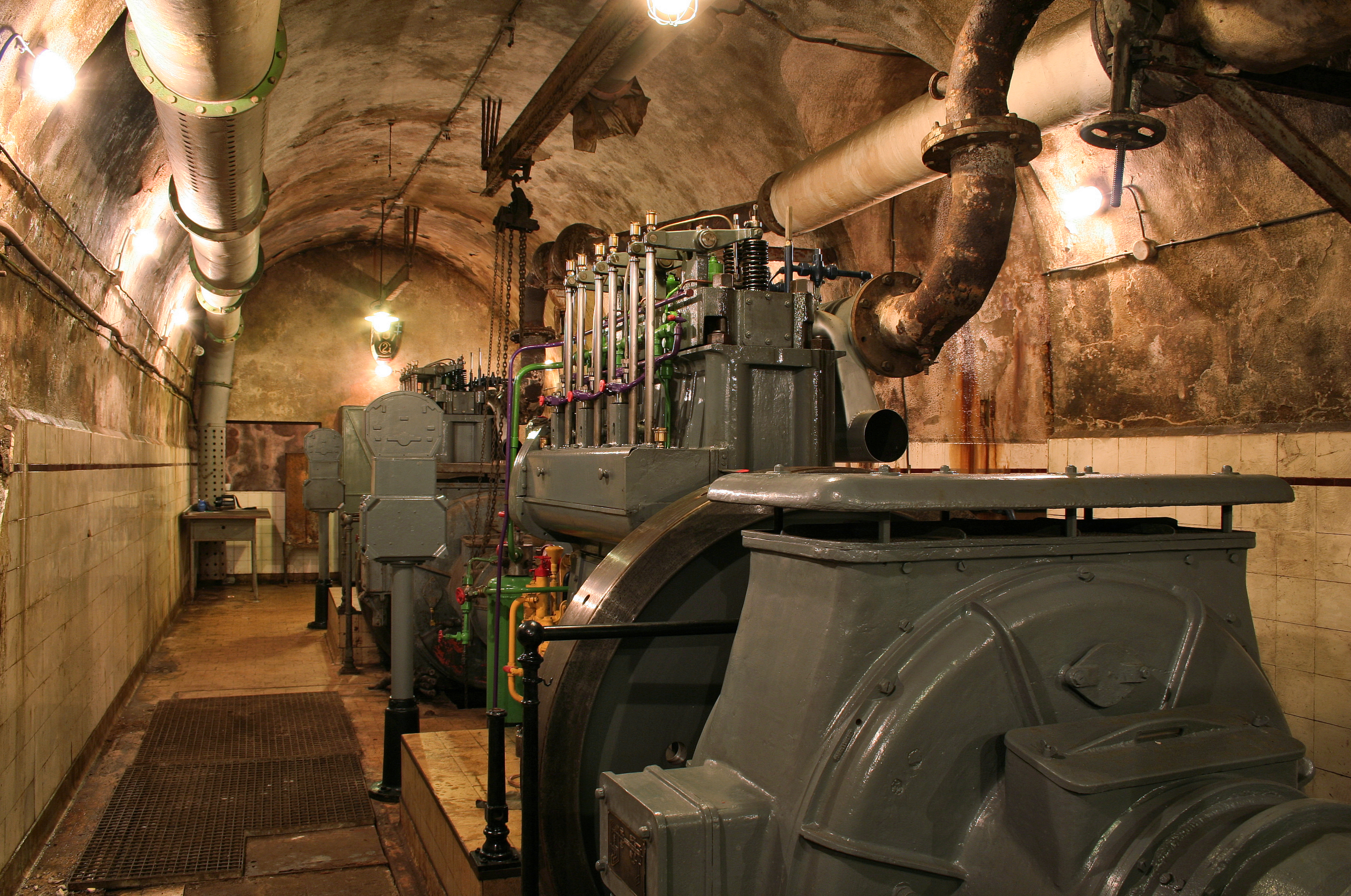
Usine du gros ouvrage du Michelsberg.
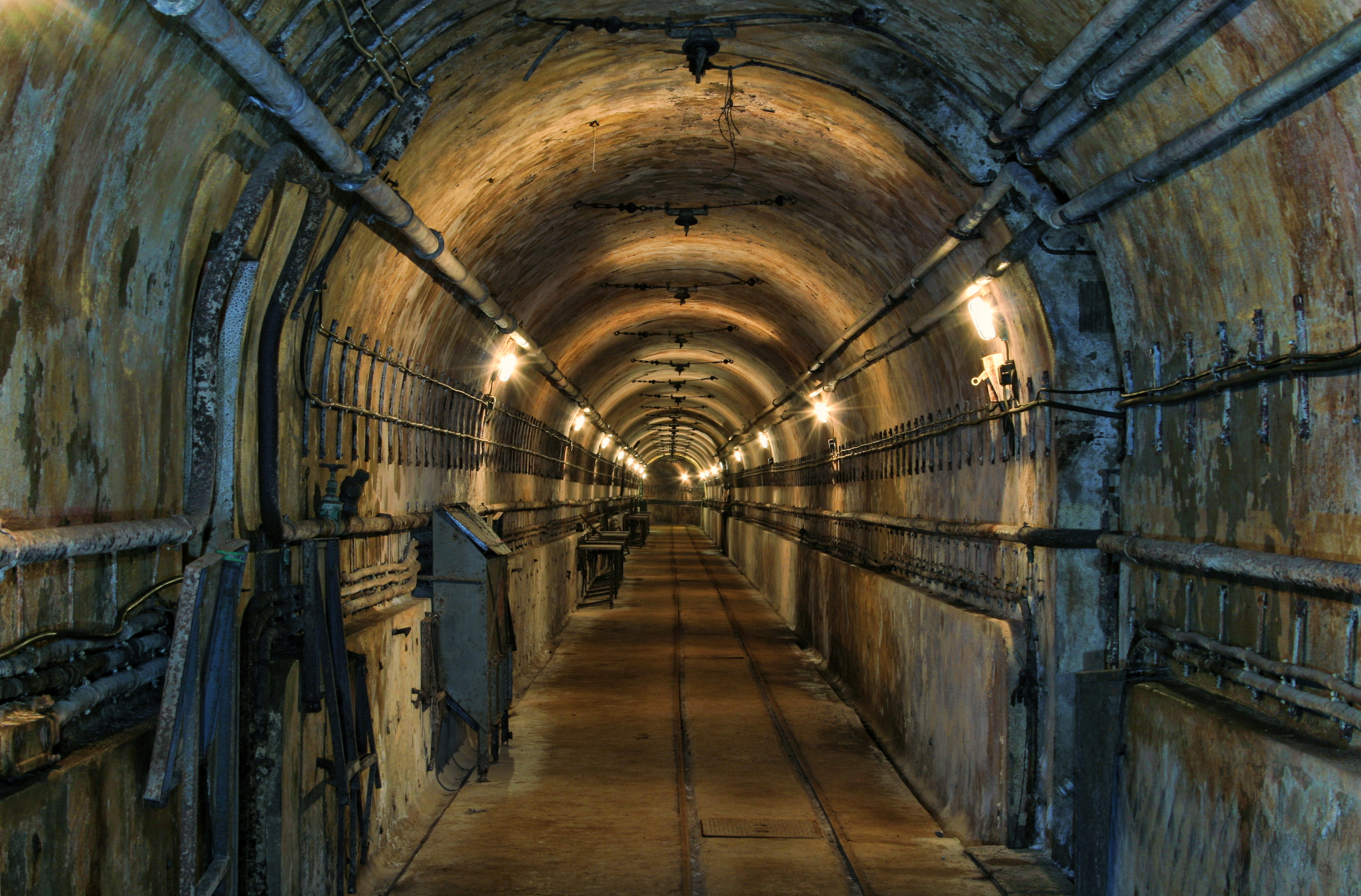
Galerie du gros ouvrage du Michelsberg.
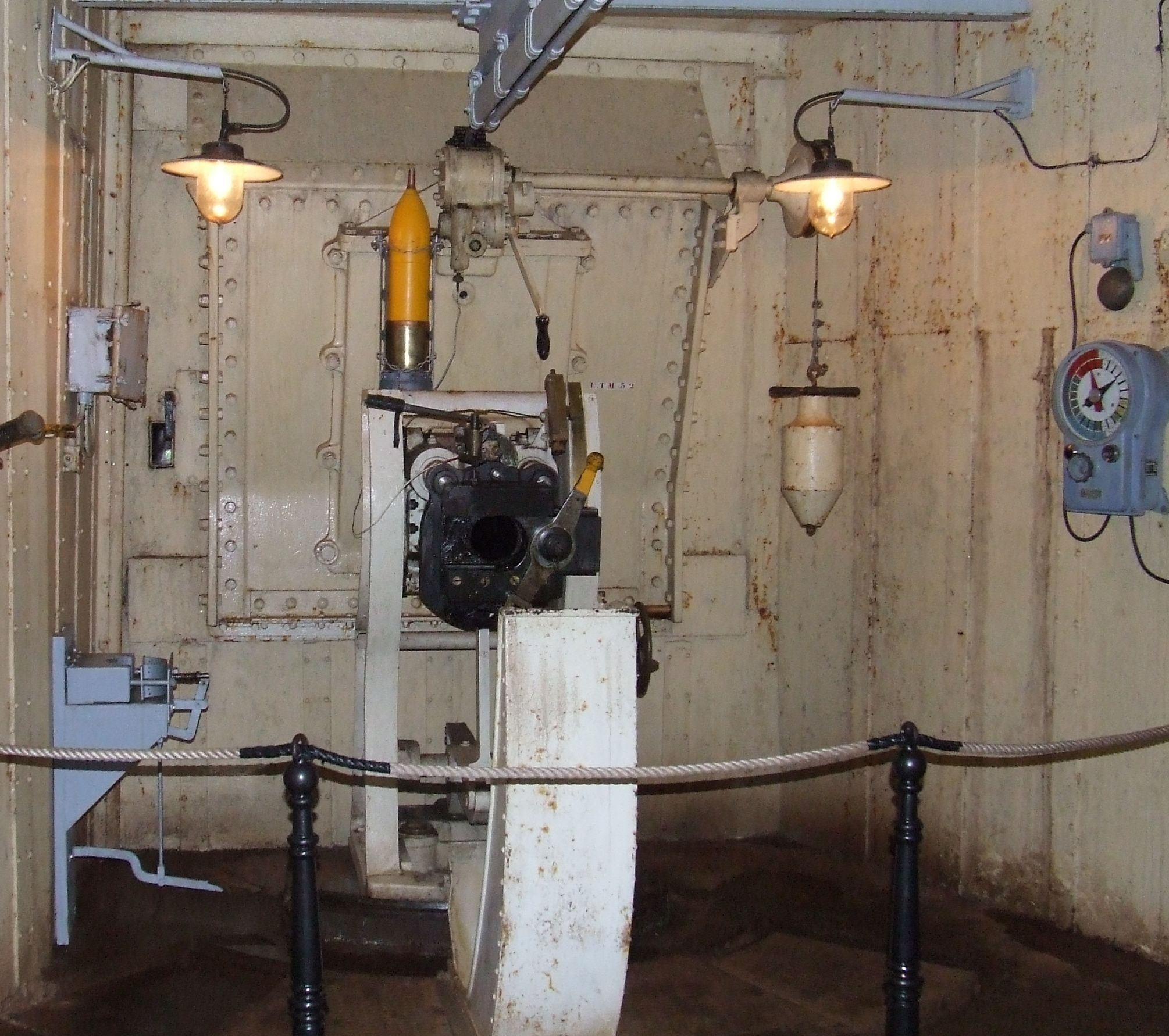
Obusier de 135 mm du bloc 9 du gros ouvrage du Hackenberg.